# Месопотамија (провинција)
Месопотамија (лат. Mesopotamia) била је римска провинција на територији данашњег Ирака и југоистока Турске. Главни град провинције је био Нисибис. Месопотамија је био назив за две провинције Римског царства, у два различита периода.
Први пут је основана године 116. за време Трајановог похода на Партијско царство, тада су римске снаге заузеле целу Меcопотамију и свргнуле партског краља Хосроја I, поставивши Партамаспата за вазалног владара. 
У том је тренутку Римско царство је досегло свој максимални територијални опсег, односно крајње источне границе. Међутим, већ годину дана након Трајанове смрти (118) његов насљедник Хадријан је закључио да се држање територија тако удаљених од Рима не исплати, те је провинцију предао натраг Хосроју.
Други пут је основана године 198. након успешног похода цара Септимија Севера на партског краља Вологаса. За разлику од Трајанове она је имала много мању територију, ограничену на крајњи северозапад Меcопотамије. Око ње су се следећих векова стално водиле борбе између Римског царства и сасанидске Персије. Крајем 3. века Диоклецијан ју је сместио у дијецезу Исток. 
Под римском, односно византијском влашћу је остала све до арапских освајања у 7. веку.